# Comuna Stelnica, Ialomița
Stelnica (denumită în trecut și Maltezi) este o comună în județul Ialomița, Muntenia, România, formată din satele Maltezi, Retezatu și Stelnica (reședința).

## Așezare
Comuna se află în extremitatea sud-estică a județului, la nord de orașul Fetești, pe malul stâng al Dunării, cuprinzând o parte din balta Ialomiței, aflată între Dunăre și brațul Borcea. Este traversată de șoseaua națională DN3B, care leagă Feteștiul de Giurgeni.

## Demografie
Componența etnică a comunei Stelnica
     Români (92,9%)
     Alte etnii (7,1%)
Componența confesională a comunei Stelnica
     Ortodocși (90,72%)
     Alte religii (1,7%)
     Necunoscută (7,58%)
Conform recensământului efectuat în 2021, populația comunei Stelnica se ridică la 1.649 de locuitori, în scădere față de recensământul anterior din 2011, când fuseseră înregistrați 1.774 de locuitori. Majoritatea locuitorilor sunt români (92,9%). Din punct de vedere confesional, majoritatea locuitorilor sunt ortodocși (90,72%), iar pentru 7,58% nu se cunoaște apartenența confesională.

## Politică și administrație
Comuna Stelnica este administrată de un primar și un consiliu local compus din 11 consilieri. Primarul, Costel Brateș[*], de la Partidul Social Democrat, este în funcție din octombrie 2020. Începând cu alegerile locale din 2024, consiliul local are următoarea componență pe partide politice:
|  | Partid                          | Consilieri | Componența Consiliului | Componența Consiliului | Componența Consiliului | Componența Consiliului | Componența Consiliului | Componența Consiliului | Componența Consiliului |
|  | ------------------------------- | ---------- | ---------------------- | ---------------------- | ---------------------- | ---------------------- | ---------------------- | ---------------------- | ---------------------- |
|  | Partidul Social Democrat        | 7          |                        |                        |                        |                        |                        |                        |                        |
|  | Partidul Național Liberal       | 2          |                        |                        |                        |                        |                        |                        |                        |
|  | Alianța pentru Unirea Românilor | 1          |                        |                        |                        |                        |                        |                        |                        |
|  | Alianța Dreapta Unită           | 1          |                        |                        |                        |                        |                        |                        |                        |

## Istorie
Satul Stelnica este atestat pe la 1620, fiind la acea vreme reședință de plai. Satul Maltezi își trage numele, conform unor legende locale, de la o corabie din Malta (posibil denumită ea însăși „Malta”), naufragiată pe Dunăre în apropierea lui.
La sfârșitul secolului al XIX-lea, comuna făcea parte din plasa Ialomița-Balta a județului Ialomița și era formată din satele Stelnica și Maltezi și din cătunele Caraman și Borserești, având în total 1700 de locuitori. În comună funcționau o școală și două biserici. Anuarul Socec din 1925 o consemnează cu numele de Maltezi în plasa Fetești a aceluiași județ, având în compunere satele Maltezi, Mizleanca și Stelnica, cu o populație de 2098 de locuitori. În 1931, comunele Maltezi (cu satele Maltezi și Retezatu) și Stelnica (cu satul Stelnica) erau separate, dar în scurt timp s-a revenit la situația anterioară.
În 1950, comuna Maltezi a trecut în administrarea raionului Fetești din regiunea Ialomița, apoi (după 1952) din regiunea Constanța și (după 1956) din regiunea București. În 1968, ea a revenit la județul Ialomița, reînființat, luând numele de Stelnica, după noua reședință.

## Monumente istorice
În comuna Stelnica s-au găsit, în zona „Grădiștea Mare” de lângă satul Stelnica, urmele unei necropole birituale, datând din perioada Latène (secolele al IV-lea–al III-lea î.e.n.); aceasta constituie un sit arheologic de interes național.
În rest, alte două obiective din comună au fost incluse în lista monumentelor istorice din județul Ialomița ca monumente de interes local — ambele ca situri arheologice. Acestea sunt urmele așezării din perioada Latène găsite în zona satului Maltezi, și așezarea din Epoca Bronzului târziu de la „Grădiștea Stoicii” (satul Stelnica).